# Sarragachies
Sarragachies é uma comuna francesa na região administrativa de Occitânia, no departamento de Gers. Estende-se por uma área de 12,83 km². Em 2010 a comuna tinha 240 habitantes (densidade: 18,7 hab./km²).